# ショアハム＝バイ＝シー駅
ショアハム＝バイ＝シー駅（ショアハム＝バイ＝シーえき、英語: Shoreham-by-Sea railway station）は、英国ウェスト・サセックス州ショアハム＝バイ＝シーにある鉄道駅。ゴヴィア・テムズリンク・レールウェイとグレート・ウェスタン・レールウェイが乗り入れている。

## 歴史
1840年5月11日、ロンドン・アンド・ブライトン鉄道により初代ショアハム駅が開業。その後1845年にブライトン・アンド・チチェスター鉄道がワージングまで延伸した際に改築された。そして翌年7月には両社と他2社の合併によりロンドン・ブライトン・アンド・サウス・コースト鉄道が設立された。

## 運行頻度
ゴヴィア・テムズリンク・レールウェイ
平日オフピーク時の運行頻度は以下の通り。
- ロンドン・ヴィクトリア行き：毎時2本
- ブライトン行き：毎時4本（快速2本、普通2本）
- ウェスト・ワージング行き：毎時2本
- リトルハンプトン行き：毎時2本
- ポーツマス・ハーバー行き：毎時1本
- サウサンプトン中央行き：毎時1本

グレート・ウェスタン・レールウェイ
- ブリストル・テンプル・ミーズ行き：毎日1本
- グレート・マルヴァーン（英語版）行き：毎日1本

## 駅構造
相対式ホームを持つ地上駅。改札口はホームの両側にあり、ホーム同士は地下道で結ばれている。

### のりば
| のりば | 路線                   | 方向 | 行先                                                 |
| ------ | ---------------------- | ---- | ---------------------------------------------------- |
| 1      | ■ サザン               | 上り | ブライトン・ロンドン（ヴィクトリア）方面             |
| 1      | ■ テムズリンク         | 上り | ブライトン・ロンドン（ブリッジ）・ベッドフォード方面 |
| 1      | ■ グレート・ウェスタン | 上り | ホヴ・ブライトン方面                                 |
| 2      | ■ サザン               | 下り | ワージング・ポーツマス・サウサンプトン方面           |
| 2      | ■ テムズリンク         | 下り | リトルハンプトン方面                                 |
| 2      | ■ グレート・ウェスタン | 下り | ブリストル・マルヴァーン方面                         |

## 隣の駅
ナショナル・レール
■ サザン（ゴヴィア・テムズリンク・レールウェイ）
サウスウィック駅 -  ショアハム＝バイ＝シー駅 - ランシング駅
■ テムズリンク（ゴヴィア・テムズリンク・レールウェイ）
ポーツレード駅 -  ショアハム＝バイ＝シー駅 - ランシング駅
■ グレート・ウェスタン・レールウェイ
ホヴ駅 -  ショアハム＝バイ＝シー駅 - ワージング駅